# 1336
Năm 1336 (Số La Mã: MCCCXXXVI) là một năm nhuận bắt đầu từ ngày thứ hai trong lịch Julius.

## Sinh
- Giáo hoàng Grêgôriô XI (d. 1378)
- Giáo hoàng Innôcentê VII (d. 1406)
- Vua Hồ Quý Ly (d.1407)

## Mất
- Guillaume Pierre Godin, nhà triết học (b. c. 1260)
- Cino da Pistoia, nhà thơ Ý (b. 1270)
- Richard của Wallingford, nhà toán học (b. 1292)